# AFKEY
AFKEY（アフキィ、アフキー、AFKEY SAEKI、5月15日生）は、兵庫県出身の日本のミュージシャン、作曲家、編曲家、トラックメイカー。
音楽ユニット・Born 2 Win、宙、ボックス、ノヨリダなどで活動する傍ら、HIP HOP、R&B、POPSアーティスト、Vtuber、声優、子供向け番組の音楽、ファションショー、メディアなどの楽曲提供などを行う。

## 来歴
- 格闘技団体パンクラスの選手の入場曲提供。
- ゲーム「Nの食卓」主題歌の楽曲。
- 映画の主題歌、劇伴。
- TBSラジオ「鈴木おさむ 考えるラジオ」のテーマ曲、BGM、ジングル制作
- トミカわいわいDVDヒーローへん「爆走!トミカイザー」主題歌の作曲、編曲
- SUNTORY DISARONNO　BGM提供
- 子育て番組のジングル制作、曲アレンジ
- 企業イメージソング制作
- ラジオ用 企業CMジングル
- 師匠のASAKI（GUNIW TOOLS、AGE of PUNK、BUG、vez、ROLL-B DINOSAUR）を尊敬している。

## An
コンセプトに基づき制作された企画ものユニット
メンバー
- non-Vocal、Cho
- AFKEY- Guitar、Compose、Track Programming、Arranged

### シングル
- Nozomi（2022年10月28日）

## ノヨリダ
グループ名。Voさなえの苗字ノヨリに、ダをつけノヨリダと命名。グループ名はAFKEYが提案。
メンバー
- さなえ-Vocal、Lyric、Cho
- AFKEY- Guitar、Compose、Track Programming、Arranged

### シングル
- It flows into you -親愛なる海へ-（2017年8月9日）
- Luv feat.だぶしゃ（2017年10月5日）
- Free your mind (2018年8月7日）
- All through the night（2018年8月7日）

## ボックス (BOXX)
グループ名。音楽の様々な可能性や世界観を引き出していきたいということから ボックスと命名。
メンバー
- 稜（RYO）-Vocal、Lyric
- AFKEY- Guitar、Compose、Track Programming、Arrange

### シングル
- Towards your dream ～君だけのステージ～（2014年1月18日）
  - 『夢かなエール 2014年に持っていきたい夢の話』挿入歌（フジテレビ）
  - 『にじいろ生たまご』 TV エンディング曲（BAN-BANテレビ）
- 80％ destruction　feat.Vocal Non
  - 『ニッポン工事中！』エンディング曲（テレビ東京）
- Nijigumo feat.Non（2020年5月6日）

## 宙 （ソラ）
POPS色の強い楽曲を中心とし、シンプルな音作りがテーマ。
Born 2 Winとは別名義で、宙というグループ名は、漢字一文字で覚えやすい名前が良いとVocalのMegが命名。
2012年4月1日ゲーム「Nの食卓」の主題歌「Luv」がAmazonランキングで初登場1位を獲得。
メンバー
- Meg-Vocal、Cho、Lyric、Compose
- AFKEY-  Guitar、Lyric、Compose、Track Programming、Arrange、Produce

### アルバム
1. Dan（2020年6月11日）
2. Luv (Another Mix)（2020年6月11日）
3. Change the mind（2020年6月11日）
4. 愛スルが故ニ （Two letters Ver）（2020年6月11日）
5. 午前4：28（2020年6月11日）
6. BLUE（2020年6月11日）
7. 灯台（2020年6月11日）
8. キオク（2020年6月11日）
9. Wish On A Star (feat. RIZION & JACK DA R)（2020年6月11日）
10. そら ｏｂｅｄｉｅｎｔ．Ｗｄ（2020年6月11日）
11. Luv (Boiled Egg -Mix- remixed by ASAKI AGE of PUNK, BUG)（2020年6月11日）
12. ふるさと （2020年6月11日）
13. Dream (Skit Ver)（2020年6月11日）
14. はるか（2020年6月11日）

### ミニアルバム
1. Luv （2010年8月11日）ゲーム「Nの食卓」の主題歌（2012年）
2. キオク（2010年8月11日）
3. Change the Mind（2010年8月11日）
4. はるか（2010年8月11日）
5. 愛スルが故二（2010年8月11日）
6. 灯台（2010年8月11日）
7. Luv -Boiled Egg-Mix- （remixed by ASAKI　(AGE of PUNK/BUG)（2010年8月11日）
8. ふるさと（2010年8月11日）

### シングル
1. 午前4：28（2013年9月22日）
2. BLUE（2013年9月22日）
3. Luv（Remastered）（2018年4月30日）
4. そら ｏｂｅｄｉｅｎｔ．Ｗｄ（2020年2月4日）
5. 愛スルが故ニ（2020年6月5日）
6. Wahh-Interlude-

## Born 2 Win
R&B,HIP HOP色の楽曲を主体とし活動しているグループ名。Born To WinからBorn 2 Winに変更。表記は、B2Wと略されることが多い。
過去のVocalにNonなどが在籍していた。 
- 2004年1月18日 (株)パワーライブジャパン主催「サウンドS-1グランプリ」で優勝!!
- 2004年12月24日 六本木Y2Kで行われた「BATTLE LEAGUE Round.13」で優勝!!

メンバー
- Meg-Vocal、Cho、Lyric、Compose
- AFKEY- Guitar、Cho、Lyric、Compose、Track Programming、Arrange、Produce
- JACK(BISHAMON）- feat.Rap、Lyric
- MACRY(BISHAMON、L.O.L）- feat.Rap、Lyric

### アルバム
1. -Intro-風とトモニ（2008年1月7日）
2. It flows into you-親愛なる海へー（2008年1月7日）
3. Make It Real（2008年1月7日）（オムニバスCD 『Girl's Be Ambitious』収録曲）（2004年11月5日）
4. Interlude-Full moon-（2008年1月7日）
5. LOVE（2008年1月7日）
6. Change the Mind（2008年1月7日）
7. Limit（2008年1月7日）
8. 空...（2008年1月7日）
9. 24/7（2008年1月7日）
10. B_2_W（2008年1月7日）
11. Still（2008年1月7日）
12. What's NEXT?（2008年1月7日）

1. Nijigumo
2. Nijigumo Ballade Ver.
3. Miss you-Interlude-
4. Enjjoy you are party feat.伸
5. Right here for you feat.AN
6. Trip
7. a sleep
8. sola
9. You Know What I Mean
10. 2 Da way
11. 鼓動-Intrlude-
12. Wish on A STAR
13. Ｃｏｍｆｏｒｔ
14. 確信
15. -Intrlude- Bridge
16. Ｒｅ：ｔｕｎ
17. ＦＰＩ
18. Ｓｋｙ
19. リアル
20. 必死のパッチ
21. ＢＡＢＹ　ＣＩＴＹ
22. DAN
23. ＭＯＮＳＴＥＲ
24. ＭＯＴＩＯＮ

## SPECIAL-BIG-BONUS.
- 格闘技団体パンクラス、富田浩司選手の入場曲制作でのグループの名。

メンバー
- YOSHITAKA（Soul Blaze）-Vocal、Lyric
- JACK(BISHAMON）- Rap、Lyric
- AFKEY- Guitar、Lyric、Compose、Track Programming、Arrange、Produce

### 作品.
- 入場曲「勝or負〜Ur turn,Mr,TOMITA」

## A-Crowd Line
賛同したメンバーによるproject名。
メンバー
- MELLOW-T -Vocal、Lyric、Compose
- JACK(BISHAMON）- Rap、Lyric
- MAR(BISHAMON）- Rap、Lyric
- RIZION- Rap、Lyric
- AFKEY- Guitar、Lyric、Compose、Track Programming、Arrange、Produce

### シングル
1. Strong In Da Rain（2012年4月14日）
2. Strong In Da Rain (Acoustic)（2012年4月14日）

## アーティストへの提供曲

### 作曲・編曲・プロデュース作品含
- Soul Blaze
  - Swing（2002年11月21日）
  - Only one （2002年11月21日）
  - Everything
  - Message
  - Intro
  - HEY!
  - YOU
  - Over
- BISHAMON（ビシャモン）
  - アルバムタイトル「MAKE YOU ANSWER」（2006年9月15日）（2020年6月5日）
  - 5th Element（2006年9月15日）（2020年6月5日）
  - 『売名』(What's next to "B"…)（2006年9月15日）（2020年6月5日）
  - Labyrinth（2020年6月5日）
  - 「解放戦線(This means war)」（2006年9月15日）（2020年6月5日）
  - アガル4MC's(I got rude 4MC's)（2006年9月15日）（2020年6月5日）
  - Skit（2006年9月15日）（2020年3月22日）（2020年6月5日）
  - MAKE YOU ANSWER（2006年9月15日）（2020年6月5日）
- Jack
  - Lyric horiker
- D-CLAN
  - Way to GO
  - Shake
  - Diga warriors
- Toru（D-CLAN）
  - Double Trouble
  - Wake Up
- PINBY
  - walk
- WAKO
  - 1000miles（オムニバスCD 『Girl's Be Ambitious』収録曲）（2004年11月5日）
- nonco
  - みどりそら
  - one
- RAINBOW MUSIC
  - TIME TRAVELER（2009年8月1日）
  - Time Traveler（2019年6月26日）(CD「PIECE OF PEACE」収録曲）(2020年3月27日）
  - INORI（CD「PIECE OF PEACE」収録曲）（2020年3月27日）
- Sickle One（2021年8月27日）
  - キセキの旅
- L.O.L
  - ONE LOVE
  - We gotta No1!!!
- 富田浩司 入場曲　パンクラス 稲垣組
  - 勝or負～Ur turn,Mr.TOMITA
- satsuki
  - Days（2008年9月26日）
  - Light Desired（2008年9月26日）
- YOSHITAKA
  - NN
- 中條有紀
  - dolls（2013年5月22日）
  - 陽は翳ることなく（2013年5月22日）　
  - fade （2018年3月5日）
  - 穴の空いた水槽 （2018年3月5日）
- 姫イド隊
  - かぐやの月灯（2013年7月28日）
- プリンセスケッツ
  - プリンセス・ケッツ（2013年7月28日）
- Hisako
  - 姉結婚式の歌
- THE OCEAN'S
  - KEEP STRUGGLE AND CARRY ON （2014年1月30日）
  - PRECIOUS（2016年11月8日）
  - HOLIC（2016年・2017年ライブ・曲公表）
- 堀 哲郎
  - 忘れたくて（2023年8月4日）
- 朝香心
  - ギャクテンの法則（2023年12月25日）
  - ギャクテンの法則 前進 バージョン（2023年12月25日）
- 夏野星空
  - 届けSummer Star！（2024年1月28日）
- NOCTURNAL
  - 存在証明（2024年4月29日）

## テレビ番組
- ハッピー!クラッピー キッズステーション
  - カエルの歌アレンジ
- ハピクラミニ キッズステーション
  - 番組ジングル制作
- 夢かなエール 2014年に持っていきたい夢の話挿入歌（フジテレビ）
- にじいろ生たまご TV エンディング曲（BAN-BANテレビ）
  - Towards your dream ～君だけのステージ～
  - ボックス（BOXX）
- ニッポン工事中！エンディング曲（テレビ東京）
  - 80％ destruction　feat.Vocal Non
  - ボックス（BOXX）
- LaLa TV LaLa TV Presents　Dear WOMAN’s DAY
  - キッズファッションショーやトークショーのBGM
- アノ会社行ってみたらスゴかった（テレビ東京）

## ネット番組
- ABEMA的ニュースショー
  - Hip Hop曲
- コロッケチャンネル
  - オープニングBGM

## ラジオ番組
- 鈴木おさむ　考えるラジオ TBSラジオ
  - テーマ曲   2011年、2012年
  - ジングル   2011年、2012年
  - BGM      2011年、2012年
- フィッシング相模屋　エフエムさがみ
  - ラジオ 企業CM・ジングル制作
- 丸富オート販売株式会社　横浜エフエム放送
  - ラジオ 企業CMイメージソング・ジングル制作
- JUNK TBSラジオ
  - 番組内 企業CMジングル制作
- たかはしたまご TBSラジオ ラジオ日本
  - ラジオCM ジングル制作
- 死にかけ～ゥレイディオ ～ radiotalk
  - OPジングル　タイトル「必死のパッチ」制作
- トキタ種苗株式会社 TBSラジオ
  - ラジオ 企業CMイメージソング制作
- よしもと囲碁将棋バラエティー『イゴナマ!!』 ラジオ日本
  - ジングル制作

## Kids音楽
- はじめての ひらがな・かず・ABC
  - ハッピー!クラッピー 　ジングル制作
- トミカわいわいDVDヒーローへん　爆走!トミカイザー
  - ぼくらのヒーロー トミカイザー  主題歌の作曲、編曲
- れいぞうこのくにのココモン
  - ココモンとてあそびうた　6曲・編曲

## ゲーム主題歌
- 「Nの食卓」の主題歌（2012年）
  - Luv （2011年2月1日）
  - 宙

## アプリ
- 開運‼謎解きメタバース「秘密の異世界美術館」」の主題歌、BGM（2023年11月）
  - ギャクテンの法則
  - 朝香心
- 挿入歌「アメノヒカリ」
  - 釣鐘ふうり

- トリビア クイズのBGM（2024年8月）

## 映画
- 豪華3本立て!トミカ・プラレール映画まつり（2013年）
  - 爆走トミカイザー　スーパートミカイザーVSスーパーレールカイザー（2013年）
  - 爆走!トミカイザー主題歌（2013年）

- 「一条希望と申します」の主題歌（2022年）
  - Nozomi（2022年10月28日）
  - 劇伴 数曲（2022年）

## 企業イメージソングなど
- 格闘技団体パンクラス
  - 富田浩司選手の入場曲制作
  - グループ名 SPECIAL-BIG-BONUS.
  - 曲名「勝or負～Ur turn,Mr.TOMITA」
- フィッシング相模屋
  - 企業イメージソング制作　
  - ラジオ 企業CM・ジングル制作（エフエムさがみ）
- 丸富オート販売株式会社　
  - ラジオ 企業CMイメージソング・ジングル制作（横浜エフエム放送）
- ファースト クラッシュ × 藤田ニコル　
  - 藤田ニコル イメージキャラクター BGM制作
- SUNTORY DISARONNO
  - Disaronno Moschino TOKYO　BGM
  - Disaronno Etro TOKYO　BGM
- たかはしたまご TBSラジオ ラジオ日本
  - ラジオCM ジングル制作
- 名古屋城 本丸御殿カフェ
  - 高田純次 イベント 登場曲 BGM制作
- 「デヴィ夫人」×「ジェンガラ」デヴィ・コレクション　
  - デヴィ夫人 イベント・動画 BGM制作
- トキタ種苗株式会社 TBSラジオ
  - ラジオ 企業CMイメージソング制作
- THE GATE HOTEL 京都高瀬川　（ヒューリック）
  - 公式動画BGM数曲制作
- THE GATE HOTEL 両国　（ヒューリック）
  - 公式動画BGM制作
- JA東京むさし （農業協同組合）
  - 公式動画BGM制作
- 社員キャラずかん （株式会社TBSグロウディア）
  - ビジネスパーソン向けデジタルサイネージ CM BGM制作
- 「歯が命の日」 （サンギ）
  - 株式会社サンギ 笑顔のエクササイズ「歯が命体操」『ハハハ！歯が命体操』制作
- ジョブズコンストラクション （株式会社ジョブズコンストラクション）
  - テレビCM、ラジオCM 企業用サウンドロゴ  BGM制作